# Hi-Octane
Hi-Octane (Japans: ハイオクタン) is een videospel dat werd ontwikkeld door Bullfrog Productions en uitgegeven door Electronic Arts. Het spel kwam in 1995 uit voor DOS, Sony PlayStation en de Sega Saturn. Het spel is een futuristisch racespel.

## Tracks
| Naam                              | Land      |
| --------------------------------- | --------- |
| Amazon Delta Turnpike (11 rondes) | Brazilië  |
| Trans-Asia Interstate (8 rondes)  | India     |
| Shanghai Dragon (9 rondes)        | China     |
| New Chernobyl Central (8 rondes)  | Rusland   |
| Slam Canyon (9 rondes)            | Duitsland |
| Thrak City (5 rondes)             | Zweden    |

## Platforms
| Jaar | Platform                      |
| ---- | ----------------------------- |
| 1995 | DOS, PlayStation, SEGA Saturn |
| 2010 | PSP, PlayStation 3            |

## Ontvangst
| Beoordeeld door                      | Platform    | Datum          | Score |
| ------------------------------------ | ----------- | -------------- | ----- |
| Electronic Gaming Monthly (EGM)      | DOS         | oktober 1995   | 82%   |
| PC Gamer                             | DOS         | september 1995 | 82%   |
| Coming Soon Magazine                 | SEGA Saturn | 14 maart 1996  | 80%   |
| Video Games & Computer Entertainment | PlayStation | februari 1996  | 80%   |
| World Village (Gamer's Zone)         | DOS         | 1997           | 80%   |
| Coming Soon Magazine                 | DOS         | 25 juli 1995   | 79%   |
| IGN                                  | PlayStation | 2 maart 1997   | 60%   |
| GamePro (USA)                        | SEGA Saturn | april 1996     | 50%   |
| Electric Playground                  | PlayStation | 9 oktober 1996 | 30%   |
| Super Power (Sweden)                 | PlayStation | februari 1996  | 21%   |